# THE NEXT GENERATION -パトレイバー-
『THE NEXT GENERATION  パトレイバー』（ザ・ネクスト・ジェネレーション パトレイバー）は、メディアミックス作品『機動警察パトレイバー』実写版プロジェクトの総称である。『TNGパトレイバー』と略される場合もある。総監督・監督・脚本は、押井守。

## 製作

### プロジェクト概要
1980年代末期から2000年代初頭にかけて制作されたメディアミックス作品『機動警察パトレイバー』シリーズ初となる一般公開を主眼に置いた実写映像作品である。シリーズ全体としては2002年の劇場版アニメ『WXIII 機動警察パトレイバー』以来途絶えていた約12年ぶりの映像劇作品となる。
1998年に『PATLABOR THE LIVE ACTION MOVIE』としてパイロットフィルムが制作された。「CGスタッフの研修」「『G.R.M.』の延長線上」という名目を持ったと同時に『機動警察パトレイバー 2 the Movie』『G.R.M.』で試みた「事前に如何に出来上がりの画面を想定しながら、カメラの位置・キャラクターの立ち位置・背景の置き場所を決め込み、情報量を多くしつつ効率よく作りこむか」というレイアウトシステムとは逆の「ライブ感を重視して制作したために既にある程度出来上がった映像の中に、如何にCGを馴染ませるか」をテーマに習作的に行われた。その時のスタッフとして、CGディレクター・林弘幸、デジタルスーパーバイザー・田中誠一、メカニックデザイン / 絵コンテ・竹内敦志、VFXスーパーバイザー・古賀信明、CGモーションの制作に江村豊秋・荒川真嗣が関わっていた。
パトレイバーの初期OVAシリーズが世に出てから25年目を迎えた2013年3月21日に、実写化プロジェクトが正式に発表された。同年9月25日には、実写版の大まかな概要とメインスタッフやキャストが発表された。押井守を総監督に迎え、2014年より短編シリーズおよび、防衛省全面協力の劇場用長編作品（以下「長編版」）が全国の映画館で順次劇場公開された。長編版は短編シリーズより本編時間を長尺化した以外にも、「全編4K撮影およびポスプロ・フィニッシング」「一部上映館では4K解像度で上映」「邦画初のドルビーアトモス（Dolby Atmos）音声上映」など、各種仕様がグレードアップされている。

### 作品上映・放送スケジュール
2014年4月から2015年1月まで、全12話+1話（0話 約15分/1話 - 11話 約48分/12話 約32分）で構成された短編シリーズ作品を7回（7章）に分けて順次劇場公開が行われた。このシリーズは、BSデジタル・スターチャンネルでも随時独占初放送されている。
シリーズ上映後に3か月強のインターバルを置いた後、2015年5月1日に押井が脚本・監督を担当する完全オリジナルの長編劇映画『THE NEXT GENERATION パトレイバー 首都決戦』が公開された。同年10月10日には「ディレクターズカット版」が公開され、尺は27分長くなった。公開版にはなかった犯人のバックボーンも描かれ、まったくの別物に仕上がっている。

### シリーズ作品との関連性
当プロジェクトは、他アニメ作品の実写版で頻繁にみられる「基本設定のみ共通し世界観・ストーリーは完全に別もの」や「歴代作品のテイストを活かしたリメイク的な作品」とは異なり、過去シリーズの歴史的流れを踏まえつつ、最も未来（2013年）で起こった出来事を描く構想となっている。
過去作品の主な舞台となった警視庁の組織『特科車両二課第二小隊』が引き続き物語の中心に位置し、整備班のメカニックマン『シバシゲオ』も登場。その声優だった千葉繁が主要キャストとしてレギュラー出演する。ただし、主軸となる小隊メンバーは全員総入れ替えされており、設定上は「歴代三代目のメンバーたち」とされている。
これらの設定は、2011年に押井が発表した小説『番狂わせ 警視庁警備部特殊車輛二課』が元となるが、小説版主人公「泉野 明（いずみの・あきら）」は男性であり、本作品とはパラレルワールドの関係となる。基本的には「原作の10数年後」とイメージするのが近いが、シバの年齢も計算が合わないなど、作品群としては矛盾する部分もある。
作品中では劇場版第2作で描かれた柘植のクーデター事件が過去に起こった事件とされているため、劇場版第2作の時間軸から続く物語となっている。第9話でテレビ版第38話・新OVA版13話に登場した地下迷宮が再登場する。

### 関連番組
宣伝番組『週刊パトレイバー』（しゅうかんパトレイバー）が、第1章の劇場公開に合わせる形で2014年3月15日（初回放送日）から始まり2015年4月25日（初回放送日）まで1週間毎に新作が作られ、スターチャンネルで放送が行われた。全58回。1回につき放送時間は約10分。
内容は主に作品紹介、舞台挨拶、スタッフや出演者へのインタビュー、実物大イングラムのデッキアップ（出張イングラム）のイベントの模様などで構成されている。キャスターとして西島まどかがレギュラー出演。

## ストーリー

### 短編シリーズ
西暦2013年の東京。かつて汎用人間型作業機械「レイバー」がバビロンプロジェクトの各種建築などに多用された時代も、すでに過去のものとなっていた。プロジェクトの終息と長引く不況のダブルパンチで運用維持費のハイコストが仇となり、レイバーは東京でその居場所を無くしてしまったからだ。
そして、レイバー犯罪に対抗する形で警視庁に作られたパトロールレイバー隊も存在意義を失い、縮小の一途をたどっていた。第一小隊は解隊され、今ではレイバーの運用スキルを後世に継承するという名目で、辛うじて「第二小隊」だけがお台場の埋立地に存在している。
そんな第二小隊は、プロジェクトの全盛期に数々の伝説と悪名を轟かせた「栄光の初代メンバー」が全員去って久しく、その後に初代がやらかした行状の後始末に追われた「無個性の二代目メンバー」を経て、現在は「無能の三代目」と陰口されるメンバーたちはお台場の片隅で毎日ヒマを持て余している。
初代隊長後藤の後輩であり下戸で昼行灯な後藤田 継次隊長を筆頭に、一号機操縦担当でゲーマーの泉野 明、一号機指揮担当でミリタリーオタクの塩原 佑馬、一号機キャリア担当で気弱な大男山崎 弘道、二号機操縦担当でアル中の大田原 勇、二号機キャリア担当でギャンブル中毒の御酒屋 慎司といった面々に、ロシア連邦保安庁からの交換研修生で二号機指揮担当のカーシャが加わる。
特車二課創設時から残るメンバーであり、故人となった榊の後を受けて整備班長に昇格したシバ シゲオは、既に「篠原重工」での生産も打ち切られて部品調達のアテさえ覚束ない往年の名機「AV-98式『イングラム』」が現役に返り咲いたため、稼働維持のため苦労を重ねていた。
警備部予算縮小のため口実を作っては「特車二課潰し」を目論む上層部に対し、世界中に戦争とテロが溢れる中、相も変わらず平和で滅多な事態が起こらない日本の治安を護ると称して部隊存続の必要性をどうにかアピールするため、「三代目」隊員たちはレイバーなき時代の犯罪に立ち向かっていくのだった。

### 『THE NEXT GENERATION パトレイバー 首都決戦』
未曽有の大惨事となった柘植行人とその一派による蹶起事件、通称「幻のクーデター」から11年後の2013年、レインボーブリッジが突如ミサイルにより爆撃された。犯人は柘植の元シンパである小野寺一佐率いるグループで、ミサイルを撃ち込んだ機体は陸上自衛隊で試験運用中に強奪された最高機密の光学迷彩を備えた新型戦闘ヘリ「AH-88J2改 グレイゴースト」だった。
捜査にあたった警視庁公安部の高畑慧は、以前柘植事件を解決に導いた特車二課に協力を要請した。奇しくも特車二課は上層部の人事により廃止寸前の状態にあり、後藤田継次は特車二課の存続理由である「前任者が仕掛けた時限爆弾」の正体を知るべく、かつて特車二課第一小隊長を務めた南雲しのぶにコンタクトをとっていた。
特車二課は、現状打開の起死回生の作戦としてテログループの兵站補給基地に夜襲をかけるが、寸前のところ失敗に終わり、翌日グレイゴーストの報復攻撃を受けて特車二課は壊滅する。同時刻、後藤田が独断での行動を警視庁対策会議で糾弾されていると警視庁本部もグレイゴーストの攻撃をうけ、警察の中枢部も壊滅する。都内での見えない戦闘ヘリのテロ攻撃に、迎撃に出た陸自のAH-1Sですら翻弄されて返り討ちに遭う中、難を逃れた98式AVイングラム2機が東京ゲートブリッジに展開し、テロ組織との最終決戦に向かった。
グレイゴーストの謎の操縦士「灰原零」、それを追う公安部の「高畑慧」、迎え撃つイングラムの「泉野明」、そして「南雲しのぶ」4人の女性の思いが東京ベイで交差する。

## 登場人物
主な登場人物たちの名前は、本プロジェクトで言うところの“初代メンバー”を想起させるネーミングになっているが、あくまでも初代とは別の人間たちである。

### 警視庁警備部特科車両二課第二小隊
東京都大田区城南島9丁目2番1号に拠点（二課棟）が存在する。かつては同じ城南島の別の場所にあったが、2002年に二課棟が襲撃された事件があり、現在地に移設された。たびたび存続問題が取り沙汰されているが、世間では「ロボットのおまわりさん」とも呼ばれ、それなりに受け入れられている。
泉野 明（）
演：真野恵里菜
一班・操縦担当。22歳。丸顔童顔で天然系の小柄な女性隊員。レイバーの出動が激減しているので常にヒマを持て余している。勤務中も携帯機でプレイするほど無類のゲーム好きであり、その腕前も天才的。平衡感覚と運動神経も抜群で進路を間違えたのではないかという節もある。ただ咄嗟の判断は苦手で、私物の整理も苦手。専門的な話はさらに苦手で無知無教養。あまりの無学ぶりにカーシャからは「よくそれで警察官採用試験をパスできたな」などと揶揄され、想像力に欠け妄想体質という点も痛烈に非難されている。性格は明朗快活で特車二課全体のマスコットガール的存在なのだが極度の負けず嫌いで周囲をも平気で巻き込む。愛車のベスパでよくコンビニへの買い出し要員にされている。プライベートで塩原に誘われることもあるが、ナンパの当て馬扱いのため基本的に拒否している。
名前が初代メンバーの1号機操縦者・泉 野明（）と名前が似すぎていることで、各種紹介文章では「泉と頻繁に間違われ比較される」とされているが、実際の本編では泉の名前について言及されることがほとんど無い。
後藤田 継次（）
演：筧利夫
第二小隊隊長。48歳。無責任な独身中年。普段は昼行灯を地で行き、実際のところ「切れ者」なのか単なる「保身家」なのかは謎。第二小隊初代隊長・後藤の後輩で彼を慕い、一部では“カミソリ後藤の再来”と言われているらしいのだが、上にも下にも「保険」をかけた慎重かつケレン味たっぷりな物言いをし、時に部下たちを命の危険に晒すこともままある難儀な人物。ただしシゲ曰く「（後藤に比べて）詰めが甘い」。下戸で酒は飲めない。部下にタカられることもあるがケチで食費などの出費にも領収書を切る。隊の維持存続のため上層部にはなにかにつけ恩を売ろうと腐心し、逆に本庁には「無用の借り」と「お取り潰しの口実」を与えないため、様々な危機にも特車二課だけでの解決を試みる「自決主義」の方針をとる。問題警察官の集まりではあったが警察官として一芸に秀でるところのあった「初代」と異なり、警察官としては「致命的」か「無能」な部下たちの将来について、本気で心配している節もみられる。
塩原 佑馬（）
演：福士誠治
一班・指揮担当。26歳。“無能の三代目”の元凶と目されているイケメン台無しのスチャラカ警官。警察官としては不謹慎なことでも平然と言い放つなど自覚に欠ける。勤務時間中に隠れてビールを飲む・プラモを作るなど「仕事以外のことには熱く燃える」とされているが、危急の際には状況を打開するために自ら危険な役割回りを引き受けることもある。男性隊員最年少ながら事実上リーダー格。一回り歳の離れた他の男性陣とも共通の話題で盛り上がれる。大田原とはぶつかることもあるがなんだかんだで気が合い、御酒屋とはオタク体質という共通点からさらに気が合う。趣味はナンパとミリタリー系知識の蒐集&ひけらかし。コンビを組む泉野とはなんだかんだでお互いに最大の理解者同士である。
カーシャ
演：太田莉菜
二班・指揮担当。25歳。スリムな美人だが気位が高く取っつきにくい女性隊員。本名はエカテリーナ・クラチェヴナ・カヌカエヴァ。ロシア連邦保安庁（FSB）より研修目的で赴任したロシア人女性。酒豪に加えて重度の愛煙家。火気厳禁の隊舎内でも所構わず煙草をふかしている。同僚に対してはかなりの毒舌家で、他の隊員が解することの不可能なロシア語を使って頻繁に罵倒し、字幕が出る際には伏せ字が入るほど乱暴。常日頃から銃器を使った軍隊式の格闘訓練に励んでおり、昼食も野菜サンドで日本食を拒否している。隊内で唯一の同性である泉野に対して異常なほど手厳しく、相手が上司だろうが誰だろうが一歩も退かないため隊内では孤立気味。かなり偏った女性観の持ち主で「生きているうちに好きにやる」というのが信条。
大田原 勇（）
演：堀本能礼
二班・操縦担当。38歳。短気単細胞で大酒飲みの中年男。特技は酔拳だが、アルコール使用障害から免職寸前になった過去がある。勤務中にもスキットルを取り出してはチビチビやらないとマトモに働けないのだが、飲むと身体能力や操縦センスが飛躍的に向上する。トリガーハッピーだが、事件に際して実際に銃火器を持ち出（して撃ちまくる）すのはカーシャの仕事。素行に深刻な問題はあるが基本的には真面目で正義感は強く警察官としての自意識も高い。ただしムッツリスケベ。コンビを組むカーシャとは常日頃口論が絶えないが、出動時はしっかり尻に敷かれている。稼働機体確保のため二号機パーツを一号機の維持に転用されている事情から、二機の同時出動という機会は滅多にないため割を食っている節もある。
山崎 弘道（）
演：田尻茂一
一班・キャリア担当。37歳。体格は大きいが、性格は真面目かつ内気な小心者。愛称はヒロちゃん。過去には主に恋愛面での深刻なトラウマが多いらしく、泉野には様々な機会で「地雷」を踏まれて傷つくことが多い。下戸ながら付き合いで塩原ら男性隊員たちとも行動を共にしているが、共通の話題や趣味の類いはほぼ皆無。ただ深刻に落ち込んでしまった際には周囲からフォローされている。二課棟内で飼育している鶏は仕事よりも大事でヘアスタイルもトサカ型のモヒカン。鶏を愛し世話に明け暮れているのだが、コンビニ飯が常食の隊員たちからは貴重で新鮮なタンパク質の供給源としか思われていない。力仕事のため整備班に駆り出されることも多い。
御酒屋 慎司（）
演：しおつかこうへい
二班・キャリア操縦。36歳。真面目そうな見た目に反する眼鏡の不良中年。前職はコンピュータプログラマー。重度のギャンブル依存症であり、勤務中は競馬新聞片手に予想に精を出すかネットサーフィンに明け暮れている。パチンコ好きから違法行為に手をだし免職寸前になった過去がある。離婚歴があり、慰謝料はパチンコで稼ぎ出している。前職に由来する妙な人脈があり、オタク体質で悪ノリやゴシップも大好き。
基本的に「初代」隊員たちの性格をベースに趣向面でアレンジを加えている節がある「三代目」隊員たちの中で、進士との共通点が最も少なく、趣向はむしろ後藤に似ている。

### 警視庁警備部特科車両二課 整備班
製造元の篠原重工でも既に生産が打ち切られた98式の部品調達を限られた予算内で「禁断のニコイチ」（二号機のパーツを一号機に転用して最低一機の稼働機体を確保する荒技）にまで手を出しつつ、どうにかこうにかやり繰りしながら薄給でこき使われる不幸な人々。出動回数が激減してヒマを持て余し、出動待機中も遊んでいられる第二小隊の面々とは異なり、突貫で開発され現行機として仕様面で深刻な問題点を抱える98式のメンテナンスに平時も忙しく働いている裏方たち。彼らの汗と涙の結晶とも言うべき98式は今や珍しいシロモノとして一般人の好奇の的になるか、マニアたちから熱烈に愛され（ると同時に大いにけなされ）ている。
シバ シゲオ
演：千葉繁
特車二課・二代目整備班長。59歳。特車二課現メンバーでは創設当初からの生き残りであり、特車二課の過去の栄光と衰退の全歴史を知る生き字引的人物。初代整備班長・榊清太郎（故人）の技術と魂を継承しようと心がけるあまり口癖まで受け継いでしまったが、口煩いだけで一喝や一睨みで統率させられた榊ほどの威厳や貫禄はない。むしろ過去の経験値を武器に率先して整備に取り組み、行動で部下を従わせるタイプの上司となっている。部下の失態の尻ぬぐいや後藤田の無茶とも思える要望により、老体に鞭打っての不眠不休の働きをさせられることも多い。ハイテンションな性格とマシンガントークは少々老いても未だ健在で、パロディ、ネタボケ、話のオチ要員になる機会も非常に多い。榊の遺産とも言うべき過去の恩義を盾に現在は篠原重工の相談役になっている実山をも部品調達に動員している。
淵山 義勝（）
演：藤木義勝
整備班・副長。58歳。シバを尊敬している。普段から竹刀を持ち歩き、下駄を履いている。
テレビアニメ版や劇場版2に登場する「ぶち山」という名の整備班員と同一人物（パンフレットより）。機動警察パトレイバーの登場人物#特車二課 整備班のぶち山（ブチヤマ）の項も参照。
上記の面々以外にも、整備班員が約30数名（うち女性が6名）在籍している。

### 警視庁警備部 上層部
海道 誠一郎
演：渡辺哲
警備部・部長。穀潰しの特車二課を本気で潰してしまいたいと考え、様々な「体の良い口実」を作っては特車二課を追い詰めようとしているが、老獪で抜け目のない後藤田にのらりくらりとかわされている。
宇野山 真
演：寺泉憲
警備部・警備課長。海道の腰巾着。特車二課に不都合な事実を入手し、海道に様々な入れ知恵をしている。基本的に登場は海道とワンセットとなる。

### ゲスト出演
酔っぱらいのオヤジ [#1]
演：神戸浩
神原（） [#2]
演：岩松了
銃器担当の古参整備員。リボルバーカノンで「空砲」を撃って欲しいという警視総監の要望に応えるため、安請け合いしてしまった後藤田のせいで多忙の合間を縫うように「空砲」を作成させられるのだが……。長編劇場版では神原が趣味的に製作したリボルバーカノン用の榴弾が淵山によって持ち出され、犯罪組織のアジトへ特車二課隊員達が突入の際に支援射撃のために使用された。
強いオヤジ [#3]
演：竹中直人
明が行きつけのゲームセンターで出会った、対戦型格闘ゲームで明を圧倒する強さを持つオヤジ。店の裏手で金をせびろうとした若者たちを相手に、腕っぷしの強いところも見せた。オールドシネマの一節や寺山修司の著作から引用した台詞で、明を煙に巻く。
蜂野 一郎（） [#4,#10]
演：波岡一喜
全国指名手配中のテロリスト（35歳）。どこかから調達した機関銃とプラスチック爆弾の取引きを目論む。しかし運悪く「昼飯の買い出し」にたまたま来店していた泉野に手配犯だと気づかれ、特車二課のライフラインとなっているコンビニ「Max Weber」を占拠し、立て籠もり事件を起こす。
あだ名は「パチーノ」。シドニー・ルメット監督作品『狼たちの午後』で主人公の一人を演じたアル・パチーノからのオマージュ。
猿渡 八郎（） [#4]
演：三元雅芸
全国指名手配中のテロリスト（31歳）で蜂野の相棒。気が良くドジでもある。
蜂野と同じく『狼たちの午後』の登場人物であるサルへのオマージュ。
爆弾魔の男 [#7]
演：鴻上尚史
高畑 慧（） [#8,#10,長編]
演：高島礼子
警視庁公安部外事三課・警部。特車二課を利用しようと接触してくる。
劇場版では外事三課としては直接テロ事件への対応が出来ないため、超法規的活動が伝統の特車二課を使い自らの正義を実行しようとする。捕らえた蹶起部隊のリーダーに口を割らせるために、部隊員にニーキャッピング（銃で膝を撃つ）を行うという非情な面も見せる。
小説版では父はベレンコ中尉亡命事件時の陸幕長であり、政府から事件の記録を破棄するよう指示されたことに対し辞意で抗議を行ったが、これらの件により柘植と同様に日本の矛盾に気がつき、自らの正義を貫くために警官になった、と吐露している。
総監督の押井が高島のファンであることからオファーがあったのを受けての出演。
セルゲイ・ステパノヴィッチ・トウゴウ (英語: Sergey Stephanovich Togo, ロシア語: Сергей Степановић Того) [#8]
演：クラスノフ・アナトリ
ロシア人で元KGBである狙撃のエキスパート。コードネームは赤いゴルゴ。カーシャのFSB時代の師匠だが、それ以上の関係だったとの噂もある。
ワニ園の飼育員 [#9]
演：螢雪次朗
キャスター [#9]
演：西島まどか
高遠 航（） [#11]
演：大東駿介
高校時代の明の同級生。同窓会に出席しようとして、卒業以来初めて明と再会する。ただし、何か秘密めいたものを隠している様子。
吉田 一郎（） [#11]
演：駿河太郎
明や高遠の高校の先輩と称しているが……。
柘植 行人（）[#12]
演：香川耕二
元陸上自衛官。階級は二佐。11年前に勃発した「東京WARS」「柘植の反乱」などと称されるクーデター事件「幻のクーデター」の首謀者（詳細は機動警察パトレイバーの登場人物#自衛隊関係者の柘植 行人（つげ ゆきひと）の項目を参照）。現在は某・刑務所に収監中。
香川が役を演じるが顔は見えないように写されている。

#### 『大怪獣現わる』の登場人物
第5話と第6話（[#5,#6]）は、『大怪獣現わる』という「怪獣モノ」の前後編。「パトレイバーシリーズ」では「怪獣モノ」として様々な角度から「怪獣騒動」という非日常の異常事態を捉える試みがなされている。初期OVA版では特車二課が遭遇する「怪異現象」。ゆうきまさみの漫画版では事態全体を俯瞰しての濃密なサスペンス。アニメ劇場版第3作『WXIII』では漫画版の詳細な設定を下敷きに、事態に携わった「科学者」と「刑事」の視点から再構成した人間ドラマ。そして、本作品では騒動の舞台となる「自治体」を中心に据え、そこに関わる様々な立場、思惑を抱く人々の描く「人間模様」として描き出している。なお、劇中では熱海温泉ホテル旅館協同組合の公式マスコット（ゆるキャラ）「あつお」の着ぐるみがカメオ出演している。
金星人 [#5]
演：佐伯日菜子
七海 言子 [#5,#6]
演：松本圭未
海洋生物学者。「異端の学者」として学会を追放された恩師の芹沢ともども裏街道を歩む。樺山の依頼で急激に漁獲高が減ってしまった熱海沖網代漁港域の水産資源調査を任される。だが、彼女は独自の仮説をもとに付近で発生しているサーファーたちの「連続失踪事件」と関連付け、その原因を「G」として二つの怪現象を結びつけて、その謎を追う。それぞれの思惑の違いから樺山には雇われながらも敵対していく。後藤田の大学時代の後輩であり、塩原たちの見るところワケアリの間柄。生活力は乏しく、自宅アパートは荒れ放題。酒豪かつ酒乱でただでさえ腕力に物を言わせる傾向にあるが、泥酔するとさらに手がつけられなくなる。#5,#6の事実上の主役。
樺山 久蔵 [#5,#6]
演：ベンガル
熱海市長。赤字財政が続き、昭和中後期の「過去の栄光」からすっかり遠ざかってしまった熱海市の「観光事業再建」に心血と予算を注ぎ、ブームに乗じての巻き返しを図ろうと目論む老獪な人物。自身の立場を弁えぬ民主主義“否定”発言や、「負け犬」的な地方自治体の長としての「居直り的態度」で「怪獣騒動」とたまたま「慰安旅行」で居合わせてしまった「画的には大いに利用できる特車二課」を最大限に活用しようと目論む。悪辣とした発想を抱くと時折顔が悪魔風に変化したり歌舞伎調になるなどコミカルな姿を見せる。#5,#6のもう一人の主役。
秘書・亜紀 [#5,#6]
演：奥田恵梨華
樺山の美人秘書だが無口かつ無愛想で、やることも唐突かつ過激。樺山に対しては冷静にツッコむ。
芹沢 八郎太（） [#5,#6]
演：嶋田久作
七海の恩師の海洋生物学者。「怪獣騒動」に乗じて復権する。
『ゴジラ』（1954年）に登場する芹沢博士をオマージュしており、右目に眼帯をつけている。
遊覧船船長 [#5,#6]
演：丹古母鬼馬二
当初は樺山の依頼を受けた七海に協力して水産資源調査を手伝っていた。だが、「海の男」としてのプライドから七海の熱意にほだされて彼女に協力する。
「熱風社」映像プロデューサー [#6]
演：鈴木敏夫

#### 長編映画版の登場人物
灰原 零（）
演：森カンナ
陸上自衛官。階級は二尉。陸上自衛隊富士教導団航空教導隊第1飛行班所属。天才的な操縦技術を持ち、女性自衛官として初めて戦闘ヘリ操縦資格を取得し、汎用光学迷彩システム（MOCS）を備えた、陸上自衛隊の最新鋭ステルス戦闘ヘリAH-88J2改“グレイゴースト”のテストパイロットに選出されていた。戦闘ヘリは二人乗りで、通常は操縦と攻撃を分担するが、小説版によれば灰原は一人で両方をこなすため、相棒は単に「乗っているだけ」であったという。東富士演習場で行われた評価試験終了後に、“グレイゴースト”を強奪して忽然と姿を消す。その素性には謎が多い。バスケットボールに異常な執着を見せる。彼女が使っているバスケットボールには'Ash'と書かれている。
グレイゴーストで、レインボーブリッジ、防衛省（小説版）、特車二課、東京都庁、新宿副都心、六本木ヒルズ、警視庁本部を攻撃・蹂躙し、必要とあらば、自衛隊にも攻撃を加える。
自衛隊の記録には彼女の情報が一切残っておらず、警視庁公安部が入手した資料でも顔写真があるべき箇所に「NO FILE」と記されている。公安部の調査によると、学生時代の同級生は口を揃えて「いつも笑っていた」ということ以外は「よく覚えていない」と語っているらしい。終盤で、自衛隊に残していった唯一の私物である写真が「13歳で病死した灰原零」の墓を写したものであることが明らかになったが、彼女自身の素性（本名や「病死した灰原」との関係など）は最後まで不明。
1999年に企画が起こされ、本シリーズの草案となった「PATLABOR LIVE ACTION MOVIE」の段階では灰原 貴（）であり、男性だった。
小野寺
演：吉田鋼太郎
陸上自衛官。階級は一佐。テロの首謀者。11年前に「幻のクーデター」を演出した柘植行人に心酔しているシンパである。「他国の戦争の上に成り立つ平和の上で惰眠を貪り、あまつさえ利益を上げている日本に現実を示す」という柘植の志を継いだ小野寺は、柘植の教え子たちと共に、自衛隊から“グレイゴースト”を強奪。「北斗航機」というダミー会社を設立し、それを隠れ蓑として新たなテロ計画を立案・実行する。小説版やディレクターズカット版では、小野寺率いる蹶起部隊のスポンサーがアメリカであることが示唆されている。
南雲 しのぶ（）
演：渋谷亜希 声：榊原良子
元特車二課 第一小隊隊長。クーデター事件の後、国際連合難民高等弁務官事務所（UNHCR）のスタッフとして紛争地帯を転々としている（詳細は機動警察パトレイバーの登場人物#特車二課 第一小隊の南雲 しのぶ（なぐも しのぶ）の項目を参照）。シリーズ最終話にもシルエットで1シーンのみ登場している。
渋谷が役を演じるが顔は見えないように写されており、声はアニメと同様に榊原の声でアフレコされている。

## 登場メカ
98式AV イングラム
本作品の主役機。1号機は泉野、2号機には大田原が搭乗。老朽化が激しく、必要最小限の活動訓練にとどめられ、部品調達もままならないため稼働時間は短く、動く度に故障している。
KURATAS2000 [#1]
水道橋重工の作業用・工業用レイバー。CGではなく造形家倉田光吾郎が制作した搭乗用ロボット"クラタス"をそのまま撮影に利用している。劇中では妻に逃げられた酔っぱらいの作業員が乗り込み事件を起こしてしまう。
RT-99 バウーク [#10]
旧ソ連軍開発の4脚型軍用レイバー。赤いレイバーとも呼ばれるが、ボディが赤いわけではなくソ連製が由来。劇中ではロシアから日本に密輸しようとしたところを蜂野に強奪されてしまう。
AH-88J2改 グレイゴースト [長編]
AH-88J ヘルハウンドに自衛隊独自の改良を行ったAH-88J2をベースに、陸上自衛隊技術研究本部と民間企業が共同開発した新型戦闘ヘリ。液晶技術先進国である日本の技術力を結集して開発されており、航空機の曲面にも利用できる液晶装甲を用いた汎用光学迷彩システム（MOCS）により低視認性を実現している。「液晶装甲」とは言うものの、対弾性能はゼロに等しく、機関砲どころか小銃弾でも容易に破壊され、迷彩効果を瞬時に喪失してしまう。そのため、液晶パネルを細分化することで、被弾による迷彩効果の低減に対処している。このほか、最新鋭の熱光学迷彩により、赤外線レーダーで探知することも困難となっている。電子レーダーに対するステルス性は確保されていないが、小説版によれば、ベイブリッジ攻撃以降監視態勢を敷いている航空自衛隊E-2C早期警戒機による上空からの探知、追尾を逃れるため、路上を高架や歩道橋をくぐるほど超低空で飛ぶ匍匐飛行のテクニックを用いている。また、光学迷彩維持には大量の電力を必要とし、その発電によるパワーロスは戦闘機動を制約してしまう。そのため、格戦、攻撃時には光学迷彩をカットして最大機動を確保する。武装としては機首下部の格納式ターレットに20㎜3銃身ガトリング砲を装備する他、スタブウィング部に液晶装甲で覆われたロケット弾ポッドを搭載する。また、レインボーブリッジ攻撃時にはヘルファイア対戦車ミサイルを使用している。
劇中では陸上自衛隊富士教導団航空教導隊で3機が試験運用中だったが、そのうち灰原が搭乗した3号機が失踪。その後、テロの首謀者である小野寺一佐率いる「北斗航機」の兵站部隊と支援部隊による用意周到な支援を受けながら東京各所を攻撃し、追撃する自衛隊のAH-1Sや橋で待ち構える特車二課を光学迷彩で翻弄した。
飛行シーンはCGであるが撮影用のモックアップも製作されている。

## 上映リスト
| 章   | 上映開始日     | 初放送日        | Ep.                                                            | サブタイトル                                                   | 脚本   | 監督     | ゲスト出演                                                | ゲスト出演                                                    | 備考 |
| ---- | -------------- | --------------- | -------------------------------------------------------------- | -------------------------------------------------------------- | ------ | -------- | --------------------------------------------------------- | ------------------------------------------------------------- | --- |
| 1    | 2014年 4月5日  | 2014年 3月8日   | 0                                                              | 栄光の特車二課                                                 | 押井守 | 田口清隆 |                                                           |                                                               | スターチャンネルにおいて無料での先行テレビ放送が行われた。 |
| 1    | 2014年 4月5日  | 4月26日         | 01                                                             | 三代目出動せよ！                                               | 押井守 | 押井守   | 神戸浩                                                    | 神戸浩                                                        | 造形作家倉田光吾郎率いる「チーム・水道橋重工」が製作している実在のロボット「クラタス」が犯罪レイバーとして出演 |
| 2    | 5月31日        | 6月21日         | 02                                                             | 98式再起動せよ                                                 | 山邑圭 | 辻󠄀本貴則 | 岩松了                                                    | 今野敏                                                        | |
| 2    | 5月31日        | 6月21日         | 03                                                             | 鉄拳アキラ                                                     | 山邑圭 | 湯浅弘章 | 竹中直人                                                  | 竹中直人                                                      | 台詞に寺山修司の著作からの引用が多数使用されている。また、押井作品でしばしば出てくるマッハ軒が登場する。鉄拳とコラボレーションが行われ、劇中では泉野明がリン・シャオユウに扮したシーンやアーケードゲーム「鉄拳タッグトーナメント2 アンリミテッド」でゲームを行うシーンがある。 |
| 3    | 7月12日        | 8月2日          | 04                                                             | 野良犬たちの午後                                               | 山邑圭 | 辻󠄀本貴則 | 波岡一喜                                                  | 三元雅芸                                                      | シドニー・ルメット監督「狼たちの午後」へのオマージュ |
| 3    | 7月12日        | 8月2日          | 05                                                             | 大怪獣現わる 前編                                              | 押井守 | 押井守   | ベンガル 松本圭未 奥田恵梨華 丹古母鬼馬二 隆大介 嶋田久作 | 森若香織 佐伯日菜子 古川登志夫（本人役） 冨永みーな（本人役） | |
| 4    | 8月30日        | 9月20日         | 06                                                             | 大怪獣現わる 後編                                              | 押井守 | 押井守   | ベンガル 松本圭未 奥田恵梨華 丹古母鬼馬二 隆大介 嶋田久作 | 鈴木敏夫 ザ・リリーズ（本人役）                               | 劇中劇「大怪獣熱海に現わる」は田口清隆が監督 |
| 4    | 8月30日        | 9月20日         | 07                                                             | タイムドカン                                                   | 山邑圭 | 湯浅弘章 | 鴻上尚史                                                  | 中村萌子                                                      | テレビ版主題歌を歌った仁藤優子が、古いアイドル雑誌の表紙やグラビアで間接的に出演 |
| 5    | 10月18日       | 11月8日         | 08                                                             | 遠距離狙撃2000                                                 | 山邑圭 | 辻󠄀本貴則 | 高島礼子                                                  | クラスノフ・アナトリ                                          | |
| 5    | 10月18日       | 11月8日         | 09                                                             | クロコダイル・ダンジョン                                       | 山邑圭 | 田口清隆 | 螢雪次朗                                                  | 西島まどか                                                    | テレビ版第38話「地下迷宮物件」の続編、新OVA版第13話「ダンジョン再び」の改変版 |
| 6    | 11月29日       | 12月20日        | 10                                                             | 暴走! 赤いレイバー                                             | 山邑圭 | 田口清隆 | 高島礼子 波岡一喜                                         | 丘みつ子                                                      | テレビ版第9話「上陸 赤いレイバー」の改変版 |
| 6    | 11月29日       | 12月20日        | 11                                                             | THE LONG GOODBYE                                               | 山邑圭 | 湯浅弘章 | 大東駿介                                                  | 駿河太郎                                                      | 劇中で映画『ロング・グッドバイ』が重要な役割を持つ。 シリーズ唯一、CGとの合成カットが存在しない。 |
| 7    | 2015年 1月10日 | 2015年 1月31日  | -                                                              | プレイバック！ 特車二課 存亡の危機                             | -      | 辻󠄀本貴則 | -                                                         | -                                                             | シリーズ総集編。約10分。Blu-ray/DVDでは特典映像として収録。 |
| 7    | 2015年 1月10日 | 2015年 1月31日  | 12                                                             | 大いなる遺産                                                   | 押井守 | 押井守   | 外波山文明 香川耕二 渋谷亜希                              | 今野浩喜（キングオブコメディ） 今野敏 池水通洋                | 映画『機動警察パトレイバー 2 the Movie』の後日譚。シリーズ最終回だが、長編のプロローグとしての意味合いが大きい。 『シリーズ全7章 BD-BOX』の特典ディスクにはディレクターズカット版が収録されている。                                                                            |
| 長編 |                |                 |                                                                |                                                                |        |          |                                                           |                                                               | |
| -    | 2015年 5月1日  | 2015年 12月20日 | THE NEXT GENERATION パトレイバー 首都決戦                      | THE NEXT GENERATION パトレイバー 首都決戦                      | 押井守 | 押井守   | 吉田鋼太郎 高島礼子 渋谷亜希                              | 森カンナ 榊原良子                                             | 押井監督が本来の長編劇場版（後にディレクターズカット版として公開される）を作成後、プロデューサーからの上映時間を90分にしたいという要求を呑み、さらなる編集が行われた短縮版 。ディレクターズカット版に対して約27分のシーンが削除されたバージョンとなっている                    |
| -    | 10月10日       |                 | THE NEXT GENERATION パトレイバー 首都決戦 ディレクターズカット | THE NEXT GENERATION パトレイバー 首都決戦 ディレクターズカット | 押井守 | 押井守   | 吉田鋼太郎 高島礼子 渋谷亜希                              | 森カンナ 榊原良子                                             | 押井監督が作成した本来の長編劇場版。エンドロール前に「GRAY GHOST THE NEXT GENERATION -PATLABOR-」と表示されるが、これが監督にとってのこの映画の本当のタイトルである。 |

- 初放送日はBSデジタル・スターチャンネルでの放送日
- 12話の本編および長編での映像はスコープ・サイズの画角が採用されている。それ以外は16:9の画角を使用。

## 地上波テレビ放送
※ スター・チャンネルの放送については「上映リスト」>初放送日を参照
| 放送日               | タイトル                                                                      | 放送局     | 備考                                                                                                  |
| -------------------- | ----------------------------------------------------------------------------- | ---------- | --- |
| 2014年11月17日・18日 | 『THE NEXT GENERATION -パトレイバー-／第3章』 エピソード4「野良犬たちの午後」 | TOKYO MX   | 前・後編分割放送。                                                                                    |
| 2014年11月26日       | 『THE NEXT GENERATION -パトレイバー-／第3章』 エピソード4「野良犬たちの午後」 | サンテレビ | |
| 2015年11月28日       | 『THE NEXT GENERATION -パトレイバー-／第3章』 エピソード4「野良犬たちの午後」 | KBS京都    | |
| 2015年4月27日        | 『THE NEXT GENERATION -パトレイバー-』シリーズ特別編                          | 日本テレビ | 深夜映画番組「映画天国」内にて放送。 シリーズ全7章からエピソード1・4・8・10・12をダイジェスト再構築。 |

## シリーズスタッフ
- 総監督 - 押井守
- 各話監督 - 押井守（#1、#5、#6、#12、長編）、辻󠄀本貴則（#2、#4、#8、長編2ndユニット）、湯浅弘章（#3、#7、#11）、田口清隆（#0、#9、#10）
- 原作[注 13] - ヘッドギア
- 脚本 - 押井守（#0、#1、#5、#6、#12、長編）、山邑圭（#2 - #4、#7 - #11）
- 音楽 - 川井憲次
- 特報ナレーション・タイトルコール - 安元洋貴
- レイバーイメージデザイン - 寺田克也
- 配給 - 松竹
- 制作 - 東北新社
- VFX制作 - オムニバス・ジャパン
- 製作 - 「THE NEXT GENERATION -PATLABOR-」製作委員会（東北新社、松竹）

## 音楽
主題歌
「Ambitious!」[#1 - #5、#7]
作詞 - 酒井竜二 / 作曲・編曲 - 中土智博 / ディレクター - たいせい / 歌 - 真野恵里菜
「大切なキセキ」[#8 - #12]
作詞 - 上田起士 / 作曲 - 小西裕子 / 編曲 - 鈴木俊介 / ディレクター - たいせい / 歌 - 真野恵里菜
挿入歌
「正しい整備員の歌」[#0]
詩 - 児島由美 / 曲 - 川井憲次 / 作中作詞&作曲 - シバシゲオ
「GA☆PAの歌」[#6]
作詞・作曲・編曲 - 川井憲次 / 歌 - ザ・リリーズ
イメージソング
「Lose control」 [長編]
作詞・作曲 - Tom Collekiyo / 編曲 - 河野圭 / 歌 - 絢香
予告編などで使用されたのみで映画内では未使用。

## 関連商品

### Blu-ray/DVD

#### 短編シリーズ
単品
各章ごとに全7巻でBlu-rayおよびDVDで発売されている。初回生産限定で紙製のアウタースリープが特典として付属する。また、上映劇場でのみ初回生産限定Blu-rayにシナリオブックがセットになった「劇場限定版Blu-ray」が発売された。ただし第7章のみ「劇場限定版Blu-ray」は発売されず、完全初回生産限定版としてシナリオブック付きのBlu-rayが一般販売された。
発売・販売はハピネット。
| 章    | 劇場限定版BD 発売日 | 一般発売日     | 規格品番  | 規格品番  | 規格品番 |
| 章    | 劇場限定版BD 発売日 | 一般発売日     | BD        | DVD       |          |
| ----- | ------------------- | -------------- | --------- | --------- | -------- |
| 第1章 | 2014年4月5日        | 2014年4月26日  | BIXJ-0121 | BIBJ-8461 |          |
| 第2章 | 2014年5月31日       | 2014年6月28日  | BIXJ-0122 | BIBJ-8462 |          |
| 第3章 | 2014年7月12日       | 2014年8月2日   | BIXJ-0123 | BIBJ-8463 |          |
| 第4章 | 2014年8月30日       | 2014年9月27日  | BIXJ-0124 | BIBJ-8464 |          |
| 第5章 | 2014年10月18日      | 2014年11月8日  | BIXJ-0125 | BIBJ-8465 |          |
| 第6章 | 2014年11月29日      | 2014年12月26日 | BIXJ-0126 | BIBJ-8466 |          |
| 第7章 | 発売なし            | 2015年1月31日  | BIXJ-0127 | BIBJ-8467 |          |

BD-BOX
全7章の各ディスク（単品販売されたディスクそのもの）に加え特典ディスク1枚をセットにしたBlu-ray BOX。特典ディスクには、Episode.12「大いなる遺産」のディレクターズカット版や、トークイベント『マモルの部屋』のダイジェスト版（全7回）が収録されている。
| 商品名               | 発売日        | 規格品番  |
| -------------------- | ------------- | --------- |
| シリーズ全7章 BD-BOX | 2016年12月2日 | BIXJ-9467 |

#### 長編劇場版
長編劇場版『首都決戦』ではディレクターズカット版が収録された特別版と、最初に公開されたバージョン（短縮版）のみ収録の通常版が発売された。
「ディレクターズカット特別版」は、ディレクターズカット版と短縮版の両ディスクがセットになっており、初回生産限定で紙製のアウタースリープと画コンテ台本が付属する。また、ディレクターズカット版の上映劇場でのみ初回生産限定「ディレクターズカット特別版」にシナリオブックがセットになった「劇場限定版Blu-ray」が発売された。
通常版は短縮版のみ収録となる。Blu-rayとDVDで発売され、初回生産限定で紙製のアウタースリープが特典として付属する。
どの商品にも特典ディスクが付属する。
| バージョン                 | 劇場限定版BD 発売日 | 一般発売日    | 規格品番                                      | 規格品番  | 規格品番 |
| バージョン                 | 劇場限定版BD 発売日 | 一般発売日    | BD                                            | DVD       |          |
| -------------------------- | ------------------- | ------------- | --------------------------------------------- | --------- | -------- |
| ディレクターズカット特別版 | 2015年10月10日      | 2015年11月3日 | BIXJ-0201（劇場限定版） BIXJ-0202（一般販売） | 発売なし  |          |
| 通常版                     | 発売なし            | 2015年11月3日 | BIXJ-0203                                     | BIBJ-2865 |          |

### CD
サウンドトラックが3枚発売されており、CDでのリリースおよびハイレゾ音源配信サイトではCDよりも高音質なロスレス音源の配信も行われている。サウンドトラックには劇伴の他に主題歌と挿入歌も含まれている。バップより発売。
- THE NEXT GENERATION パトレイバー ORIGINAL SOUNDTRACK（2014年5月28日発売、VPCD-81809）
- THE NEXT GENERATION パトレイバー ORIGINAL SOUNDTRACK 2（2014年10月15日発売、VPCD-81817）
- THE NEXT GENERATION パトレイバー 首都決戦 ORIGINAL SOUNDTRACK（2015年4月29日発売、VPCD-81829）

### 小説版
角川文庫および角川書店より発売。監修：押井守、著：山邑圭、ただし「TOKYO WAR 2」のみ押井守と山邑圭の共著。4巻目からタイトルにナンバリングが付かなくなっている。
1. THE NEXT GENERATION パトレイバー 1 佑馬の憂鬱 （角川文庫、2014年3月25日発売）
2. THE NEXT GENERATION パトレイバー 2 明の明日 （角川文庫、2014年4月25日発売）
3. THE NEXT GENERATION パトレイバー 3 白いカーシャ （角川文庫、2014年6月25日発売）
4. THE NEXT GENERATION パトレイバー 赤いカーシャ （角川書店、2015年2月28日発売）
5. THE NEXT GENERATION パトレイバー TOKYO WAR 2 灰色の幽霊 （角川書店、2015年5月1日発売）

## その他・エピソード

大阪南港ATCで行われた98式 AVイングラムデッキアップイベント

- 劇中で使用したイングラムは実際に自立歩行は出来ないが、99式大型特殊運搬車（レイバーキャリア）を模したトレーラーに搭載・デッキアップが可能。また、その機動性を生かし、映画の試写会や各地イベント会場に運搬してデッキアップの模様を披露する“出張イングラム”を行っている[注 14]。
  - コロナ禍により2019年秋から行われていなかったデッキアップイベントの再開の為、イングラムやトレーラーの修繕費用支援のためのクラウドファンディングが2022年12月26日から2023年2月6日の間で行われた[20]。目標金額は一晩で達成され[21]、2023年2月12日に行われたワンダーフェスティバル2023[冬]において、無事にデッキアップイベントが実施された[22]。
- 日本作品に造詣が深い映画監督のギレルモ・デル・トロは本作品にも期待を寄せており、長編版の公開を直前に控えた2015年4月28日には押井について語るインタビュー映像が公開された[23]。
- 劇場長編の『首都決戦』には最初に公開されたバージョン（短縮版）とディレクターズカット版の他に、マスコミ試写版が存在する[17]。